# 영인운수
영인운수(永仁運輸)는 서울특별시 강서구 남부순환로 224-58 (발산동)에 있는 서울특별시의 시내버스 운송 업체이다. 현재 간선버스 노선 3개와 지선버스 노선 2개를 운영하고 있다.

## 역사 및 현황
2004년 서울특별시 시내버스 체계개편 이전
- 1970년 11월 1일: 영등포합승자동차(이후 영일교통, 현 보성운수) 양남동영업소 분리독립, 회사 설립 도시형버스 110번(양남동 ↔ 행당동), 122번(구로동 ↔ 중앙청) 노선 운행 개시.
- 1973년 5월 12일: 도시형버스 110번(양남동 ↔ 행당동), 122번(구로동 ↔ 중앙청) 노선을 남대문 ↔ 봉래교 구간으로 변경.
- 1974년 4월 28일: 본사 및 차고지를 서울특별시 영등포구 양평동에서 서울특별시 양천구 신정동으로 이전
- 1976년: 본사 및 차고지를 서울특별시 영등포구 신정동에서 서울특별시 양천구 신월동으로 이전과 동시에 도시형버스 122번 노선을 기존 신월동 ↔ 중앙청에서 신월동 ↔ 봉천동으로 대폭 변경.
- 1987년: 도시형버스 110번(신정단지 ↔ 경찰병원)을 한성운수에 매각
- 1990년: 본사 및 차고지를 서울특별시 양천구 신월동에서 서울특별시 강서구 외발산동 강서면허시험장 근처로 이전
- 1996년 8월: 좌석버스 61번(외발산동 ↔ 광화문)을 도시형버스 122-1번으로 전환. 종점을 광화문에서 여의도로 단축.
- 2001년 4월: 舊 흥기운수 도시형버스 31번 (가산동 ↔ 영등포역) 노선 운행중지로 도시형버스 122-1번(외발산동 ↔ 여의도) 노선 증차운행개시.
- 2002년 1월: 좌석버스 61-1번(외발산동 ↔ 광화문) 폐지.

2004년 서울특별시 시내버스 체계개편 이후
- 2004년 7월 1일: 2004년 서울특별시 시내버스 체계개편 때 지선버스 2개/간선버스 1개 노선으로 운행개시와 동시에 메트로버스 컨소시엄에 지분 출자
- 2007년 4월: 본사를 강서면허시험장 근처에서 현 위치로 이전
- 2010년 7월 31일: 메트로버스 컨소시엄에 빠져나오면서 간선버스 260번을 공동배차로 운행하기 시작
- 2010년 8월 21일: 신길운수와 공동 배차하는 간선버스 653번 노선 신설
- 2012년 3월 16일: 서울시내버스 노선 조정으로 메트로버스와 공동배차하던 간선버스 260번을 분리운행하기 시작하면서 본 회사 소속만 662번으로 분리 개통
- 2013년 1월 15일: 방화로 인한 화재 발생. 영업을 마치고 주박중인 시내버스 38대가 전소되었으며, 8대는 일부가 불에 탔음.
- 2022년 12월 1일: 서울시 심야 N61번 노선 증차로 인한 공동 배차 운행 참여 개시

## 운행 노선
2023년 5월 13일 기준이다.
| 운행노선 | 운행구간       | 운행구간 | 운행구간         | 배차간격 (분) | 인가 대수 | 비고                                      |
| -------- | -------------- | -------- | ---------------- | ------------- | --------- | ----------------------------------------- |
| 650번    | 외발산동       | ↔        | 낙성대입구       | 5~15          | 25        | 구 122번 변경                             |
| 653번    | 외발산동       | ↔        | 가산디지털단지역 | 15~25         | 6         | 신길교통과 공동배차로 운행한다.           |
| 662번    | 외발산동       | ↔        | 여의나루역       | 5~12          | 17        |                                           |
| 6628번   | 외발산동       | ↔        | 여의도           | 5~15          | 25        | 구 122-1번                                |
| 6630번   | 외발산동       | ↔        | 영등포시장       | 7~17          | 14        | 구 105번 단축                             |
| N61번    | 양천공영차고지 | ↔        | 상계주공7단지    | 15~30         | 2         | 관악교통, 삼화상운과 공동배차로 운행한다. |

## 과거 운행 노선
| 운행노선 | 운행구간       | 운행구간 | 운행구간       |                                                                                                |
| -------- | -------------- | -------- | -------------- | ---------------------------------------------------------------------------------------------- |
| 260번    | 중랑공영차고지 | ↔        | 양천공영차고지 | 메트로버스와 공동배차로 운행하였다. 2012년 3월 16일 260번 단축·분리와 함께 662번으로 노선 변경 |
| 8662번   | 신원중학교     | ↔        | 까치산역       |                                                                                                |
| 8663번   | 가양역         | →        | 여의도역       | 2015년 3월 30일 ~ 2016년 10월 28일                                                             |

## 보유 차량
- KGM 스마트 110
- 현대 뉴 슈퍼 에어로시티
- 현대 저상 뉴 슈퍼 에어로시티
- 현대 일렉시티

## 같이 보기
- 도선여객